# Louise Marguerite de Lorraine, princesse de Conti

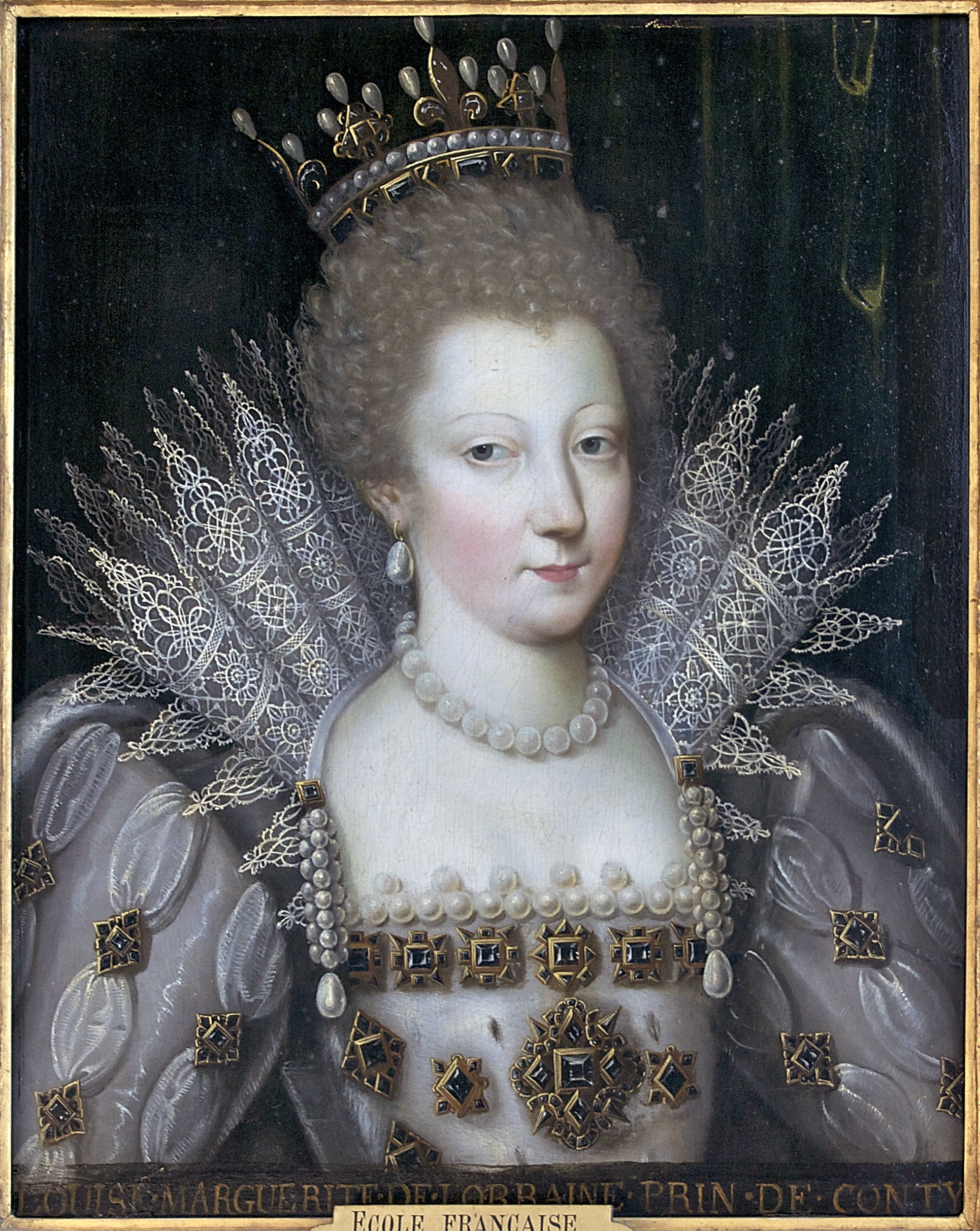
Porträt Louise-Marguerites de Lorraine eines anonymen Malers des 17. Jahrhunderts

Louise-Marguerite de Lorraine, princesse de Conti, geborene de Lorraine, Princesse de Chateau-Regnault aus dem Haus Guise (* 1588 in Blois; † 30. April 1631 auf Schloss Eu in Eu), war eine französische Autorin und als Ehefrau von François de Bourbon Fürstin von Conti.

## Leben
Louise-Marguerite war die jüngste Tochter des 1588 ermordeten Herzogs von Guise, Henri de Lorraine, und seiner Ehefrau Catherines de Clèves, Comtesse d'Eu. Ihre Vornamen erhielt sie zu Ehren ihrer beiden Patinnen, den französischen Königinnen Louise de Lorraine-Vaudémont und Marguerite de Valois. Sie wuchs in der Obhut ihrer Mutter und ihrer Großmutter väterlicherseits, Anna d’Este, auf.
Am 24. Juli 1605 wurde sie auf Wunsch Heinrichs IV. im Schloss Meudon mit François de Bourbon, dem Fürsten von Conti, vermählt. Der Heiratsvertrag zu dieser Verbindung, welche die alte Adelsdynastie Lorraine enger an die Bourbonen binden sollte, wurde am 1. Mai des gleichen Jahres auf Schloss Fontainebleau unterschrieben. Die Historiettes von Gédéon Tallemant des Réaux behaupten, dass Heinrich IV. zuvor selbst eine Heirat mit Louise-Marguerite erwogen haben soll, doch sie sei 1590 von Gabrielle d’Estrées in der Gunst des französischen Königs verdrängt worden. Da Louise-Marguerite aber zu jener Zeit gerade einmal zwei Jahre alt war, gilt dies nach heutigem Forschungsstand als widerlegt.
Am 8. Mai 1610 kam im Louvre das erste und einzige gemeinsame Kind des Paares zur Welt, eine Tochter, die auf den Namen Marie getauft wurde. Doch das Mädchen starb bereits zwölf Tage nach seiner Geburt und wurde in der Kirche von Saint-Germain-des-Prés bestattet.
Der Tod François’ am 2. April 1614 machte Louise-Marguerite mit 26 Jahren zur Witwe, die sich anschließend mit großem Eifer dem Studium der Literatur widmete. Sie unterstützte als Mäzenin zahlreiche Schriftsteller ihrer Zeit, darunter François de Malherbe, Nicolas Renouard und Blaise de Vigenère, die Louise-Marguerite zahlreiche ihrer Werke widmeten.
Die ehemalige Fürstin von Conti schrieb jedoch auch selbst. 1620 veröffentlichte sie unter dem Pseudonym „Sieur de Pilous(t)e“ den Roman Royale ou Adventures de la Cour, eine Publikation über die Sitten am französischen Königshof und vor allem die zahlreichen Liebschaften Heinrichs IV. Der Roman basierte auf realen Begebenheiten, die mit frei erfundenen Geschehnissen kombiniert wurden. Auch die im Buch auftretenden Personen hatten reale Vorbilder, die Louise-Marguerite aber mit anderen Namen ausstattete. 1652 wurde der Roman mit dem Titel Histoire des Amours du Grand Alcandre in Paris neu herausgegeben, dieses Mal unter dem wahren Namen der Autorin. Eine dritte Auflage des Werks folgte 1633 mit dem Titel Histoires des amours de Henri IV. Die in Leiden herausgegebene Edition enthielt einen Anhang mit den Namen der Personen, welche die Vorbilder für den Roman waren.
Louise-Marguerite schrieb aus eigener Erfahrung, denn als Ehrendame Maria de’ Medicis und Anne d’Autriches hatte sie lange Zeit Einblicke in den Alltag am Königshof gewinnen können. Während der Auseinandersetzungen zwischen Maria de’ Medici und Kardinal Richelieu stand sie loyal auf der Seite der Königsmutter und wurde wegen ihrer Beteiligung am Journée des dupes im Februar 1631 auf ihre Güter in Eu verbannt. Dort starb sie nur zwei Monate danach.
Louise-Marguerite hat möglicherweise zwischen 1614 und 1630 heimlich François de Bassompierre, den damaligen Marschall von Frankreich, geheiratet, doch bisher konnte dies nicht zweifelsfrei bewiesen werden. Nach Tallemant des Réaux soll sie ihm sogar einen Sohn geboren haben.

### Werkausgaben
- Les Amours Du Grand Alcandre, Digitalisat (1786)
- 1660, Recueil des diverses pièces servans à l'histoire de Henry III., roy de France et de Pologne, Digitalisat
- 1663, Histoire Des Amours De Henry IV. Avec diverses Lettres escrites à ses Maitresses, Et autres Pieces curieuses, Digitalisat
- 1665, Epithalame De Tres-Illvstre Francois De Bourbon Prince De Conti. Et De Tres-Excellente Princesse Loyse De Lorraine Damoiselle de Guise

### Hauptliteratur
- Jean Baptiste Joseph Boulliot: Biographie ardennaise. Ou Histoire des Ardennais qui se sont fait remarquer par leurs écrits, leurs actions, leurs vertus ou leurs erreurs. Band 2. Eigenverlag, Paris 1830, S. 147–149 (Digitalisat).
- Hilarion de Coste: Les Éloges et les vies des reynes, des princesses, et des dames illustres en pieté, en courage & en doctrine, qui ont fleury de nostre temps, & du temps de nos peres. Band 2. Cramoisy, Paris 1647.
- Jean Chrétien Ferdinand Hoefer: Nouvelle biographie générale depuis les temps les plus reculés jusqu’à nos jours, avec les renseignements bibliographiques et l’indication des sources à consulter. Band 11. Firmin Didot, Paris 1856, S. 663–665 (Digitalisat).

### Weiterführende Literatur
- Gédéon Tallemant des Réaux: La princesse de Conti. In: Les historiettes de Tallemant de Réaux. Mémoires pour servir à l’histoire du XVIIe siècle. Band 1. Levasseur, Paris 1834, S. 45–52 (Digitalisat).